# Штайн, Аксель
Аксель Штайн (нем. Axel Stein) — немецкий актёр кино и дубляжа.

## Фильмография
| Год  |   | Русское название                        | Оригинальное название                                    | Роль                                               |
| ---- | - | --------------------------------------- | -------------------------------------------------------- | -------------------------------------------------- |
| 2000 | ф | Школа                                   | Schule                                                   | Дирк / Dirk                                        |
| 2000 | ф | Муравьи в штанах                        | Harte Jungs                                              | «Рэд Булл» / Red Bull                              |
| 2001 | ф | Влюблённые парни                        | Verliebte Jungs                                          | Вилли / Willi                                      |
| 2002 | ф | Новые муравьи в штанах                  | Knallharte Jungs                                         | Рудольф «Рэд Булл» / Rudolf Red Bull Ванда / Wanda |
| 2002 | ф | Огонь, лёд и море пива                  | Feuer, Eis & Dosenbier                                   | Йош / Josch                                        |
| 2003 | ф | Класс 99                                | Die Klasse von '99 - Schule war gestern, Leben ist jetzt | Шмидт / Schmidt                                    |
| 2004 | ф | Снежная лихорадка                       | Snowfever                                                | Барни / Barney                                     |
| 2005 | ф | Босиком по мостовой                     | Barfuss                                                  | Дитер / Dieter                                     |
| 2006 | ф | 7 гномов: И целого леса мало            | 7 Zwerge – Der Wald ist nicht genug                      |                                                    |
| 2007 | ф | Теперь ты в армии                       | Kein Bund für’s Leben                                    | Уфо / Ufo                                          |
| 2008 | ф |                                         | Morgen, ihr Luschen! Der Ausbilder-Schmidt-Film          | Райнер / Rainer                                    |
| 2008 | ф |                                         | Lauf um Dein Leben – Vom Junkie zum Ironman              | Курт / Kurt                                        |
| 2009 | ф | Убийства – мой конёк, дорогая           | Mord ist mein Geschäft, Liebling                         | Дирк / Dirk                                        |
| 2009 | ф | Деревенские крокодилы                   | Vorstadtkrokodile                                        | Кевин / Kevin                                      |
| 2011 | ф | Деревенские крокодилы 3                 | Vorstadtkrokodile 3                                      | Кевин / Kevin                                      |
| 2011 | ф | Супербизоны: Они не знают милосердия    | Die Superbullen                                          | Маркус / Markus                                    |
| 2012 | ф |                                         | Der Blender                                              | Юстин / Justin                                     |
| 2012 | ф | Ангел-хранитель                         | Schutzengel                                              | Лео / Leo                                          |
| 2012 | ф | Что творят немецкие мужчины             | Mann tut was Mann kann                                   |                                                    |
| 2014 | ф | Не мой день / Факап, или хуже не бывает | Nicht mein Tag                                           | Тилль / Till                                       |
| 2015 | ф | Ловушка для привидения                  | Gespensterjäger                                          | Джордж / George                                    |
| 2015 | ф | Три турка и один младенец               | 3 Türken und ein Baby                                    |                                                    |
| 2015 | ф | 8 секунд                                | 8 Seconds                                                | Детектив / Dedective                               |
| 2015 | ф |                                         | Macho Man                                                | Улли / Ulli                                        |
| 2015 | ф |                                         | Seitenwechsel                                            | Мориц / Moritz                                     |
| 2015 | ф |                                         | Hilfe, ich hab meine Lehrerin geschrumpft                |                                                    |
| 2021 | ф | Гениальное ограбление                   | Way Down                                                 | Клаус                                              |

## Дубляж

### Кино
- 2008 — Вольт — Рино
- 2010 — Шевели ластами! — Рэй
- 2012 — Шевели ластами 2 — Рэй
- 2013 — Университет монстров — Скотт Склизли
- 2016 — Angry Birds в кино — Чак
- 2017 — Смурфики: Затерянная деревня — Благоразумник

## Галерея
- Аксель 12 января 2014 года.
- Аксель 29 сентября 2016 года.
- Аксель в 2017 году.

## Награды и номинации
В 2002 году на кинопремии «Deutscher Comedypreis» актёрский состав фильма Новые муравьи в штанах выиграл в номинации «Лучшая кинокомедия».